# Kose (obec)
Obec Kose (estonsky Kose vald) je samosprávná obec náležející do estonského kraje Harjumaa.

## Obyvatelstvo
V obci Kose žije přes sedm tisíc obyvatel. Je tvořena 5 městečky (Ardu, Habaja, Kose, Kose-Uuemõisa a Ravila) a 58 obcemi Aela, Ahisilla, Äksi, Alansi, Harmi, Kadja, Kanavere, Kantküla, Karla, Kata, Katsina, Kirivalla, Kiruvere, Kolu, Kõrvenurga, Kõue, Krei, Kuivajõe, Kukepala, Laane, Leistu, Liiva, Lööra, Lutsu, Marguse, Nõmbra, Nõmmeri, Nõrava, Nutu, Ojasoo, Oru, Pala, Palvere, Paunaste, Paunküla, Puusepa, Rava, Raveliku, Riidamäe, Rõõsa, Saarnakõrve, Sääsküla, Sae, Saula, Sõmeru, Silmsi, Tade, Tammiku, Triigi, Tuhala, Uueveski, Vahetüki, Vanamõisa, Vardja, Vilama, Virla, Viskla a Võlle. 